# Rhinoplastik
Als Rhinoplastik (abgeleitet von altgriechisch ῥίς rhīs „Nase“, und griechisch plattein „bilden, formen, gestalten“), auch Nasenplastik oder Nasenkorrektur, wird die operative Korrektur der äußeren menschlichen Nase bezeichnet. Sie dient der Behandlung von angeborenen Formveränderungen wie z. B. einer Höckernase oder Verletzungsfolgen wie Schiefnase und Sattelnase. Auch die Korrektur von Nasenspitzen- oder Nasenflügelveränderungen im Rahmen von Schönheitsoperationen fällt unter diesen Begriff. Die operative Korrektur der inneren menschlichen Nase heißt Septumplastik, der häufige Fall von gleichzeitiger Korrektur des inneren und äußeren Nasengerüstes Septo-Rhinoplastik. Bei der Rhinoplastik kann überschüssiges Körpergewebe wie z. B. der Knochen oder Knorpel eines Nasenhöckers entfernt werden (Nasenreduktionsplastik), oder zerstörtes oder fehlendes Gewebe wird durch Gewebeverpflanzung erneuert oder ersetzt (Nasenaufbauplastik, Nasenersatzplastik).

## Geschichte

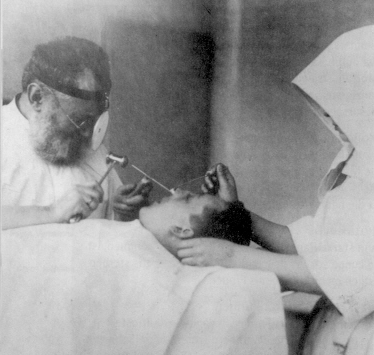
Historischer Naseneingriff
(um 1900)

Unfall- oder Kriegsverletzungen mit erheblichem Substanzverlust von Nasengewebe erfordern auch heute noch umfangreiche Hautverschiebungen aus der Nasenumgebung zur Rekonstruktion. Weitaus häufiger war der totale Nasenverlust im vorchristlichen Indien, wo das Abhacken der Nase eine drakonische Strafe war. Nasenrekonstruktionen unter Verwendung von Haut aus der Stirn, die sogenannte Indische Nasenplastik, wurden in Indien bereits seit etwa 400 v. Chr. durchgeführt. Anfang des 15. Jahrhunderts führte Branca der Ältere einen Hautersatz mit Wangenhaut und sein Sohn mit einem Stiellappen aus dem Oberarm durch. Im 15. Jahrhundert beschrieb der Wundarzt Heinrich von Pfalzpaint 1460 die Nasenersatzplastik mittels gestielter Ferntransplantation. Im Westen erregte erstmals Ende des 18. Jahrhunderts ein Manuskript des venezianischen Reisenden Niccolò Manucci (1638–1717) Aufsehen, das eine akkurate Beschreibung der indischen Rhinoplastik enthält. Zu diesem Thema wurde 1866 der Chirurg Friedrich Trendelenburg an der Humboldt-Universität zu Berlin mit einer Dissertation unter dem Titel De veterum Indorum chirurgia (Über die Chirurgie der alten Inder) promoviert. Ein komplizierteres Verfahren als Heinrich von Pfalzpaint verwendete 1597 Gaspare Tagliacozzi im 16. Jahrhundert in Bologna.
Bernhard von Langenbeck entwickelte im 19. Jahrhundert eine nach ihm benannte Nasen- und Lippenplastik. Als Begründer der modernen Rhinoplastik gilt der deutsche Chirurg Jacques Joseph (1865–1934), der im Ersten Weltkrieg viele Soldaten operierte, die schwerste Gesichtsverletzungen davongetragen hatten. Joseph hatte 1898 erstmals einem Patienten die Nase operativ verkleinert – einem Gutsbesitzer, der wegen der Übergröße seiner Nase gesellschaftliche Kontakte mied. Auf einem Kongress im Jahr 1906 konnte Joseph, der sich immer mehr einen internationalen Ruf als Pionier der modernen Rhinoplastik erwarb, bereits über 210 derartige Eingriffe berichten. Nach Kriegsende konnte Joseph seine Erfahrung auch der vornehmen Berliner Gesellschaft zur Verfügung stellen, wenn Nasenverkleinerungen oder andere ästhetische Gesichtskorrekturen gewünscht wurden. Die Joseph’schen Methoden der Nasen- und Gesichtschirurgie mit ihrer sorgfältigen Planung des Eingriffs noch vor der Operation, den neuartigen Instrumenten und der gleichzeitigen Beachtung von funktionellen und ästhetischen Gesichtspunkten wurden in den 1920er Jahren bis in die USA bekannt und dort weiterentwickelt. Die grundsätzlichen Methoden und Techniken Josephs haben in der modernen Rhinoplastik bis heute Bestand.
Statt wie dem seinerzeit gängigen Verwenden von Knochen als Ersatz für den Nasensattel, benutzte der in der Türkei tätig gewesene Zahnmediziner Alfred Kantorowicz in Istanbul bei seinen Nasenoperationen Elfenbein.

## Operationsmethoden

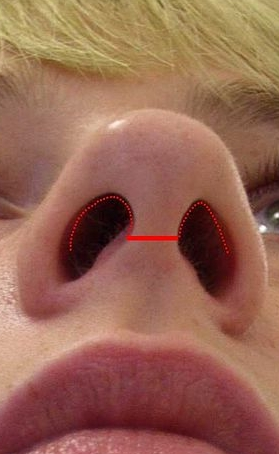
Schnitt bei offener Rhinoplastik

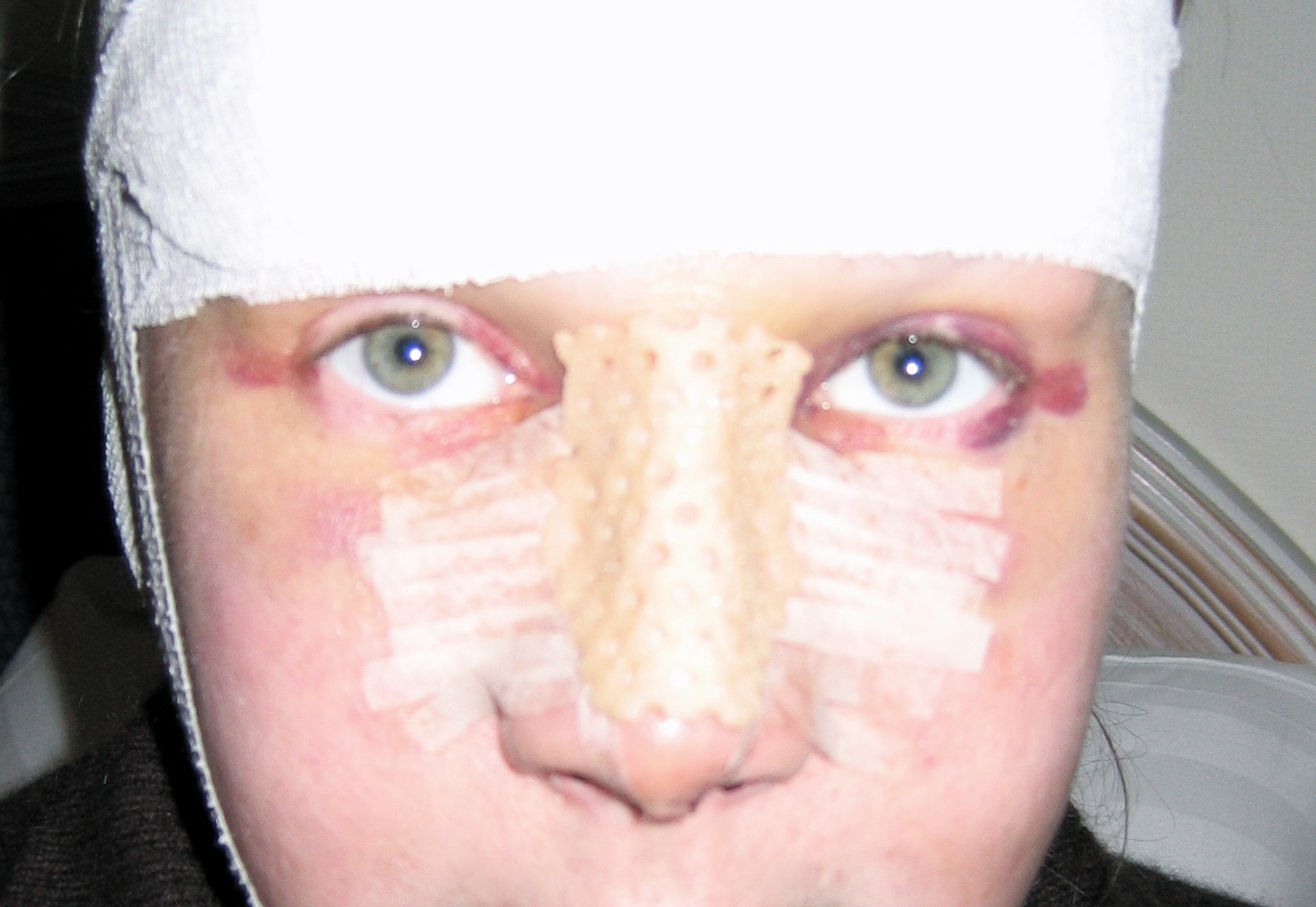
Patient am dritten Tag nach einer Rhinoplastik

Um das Nasengerüst aus Knochen und Knorpel zu erreichen und dieses umformen zu können, muss an der Nase ein Zugang angelegt werden. Hier wird zwischen geschlossenem oder endonasalem Zugang, der von Jacques Joseph entwickelt wurde, und dem offenen Zugang unterschieden. Das Für und Wider dieser beiden Techniken wird nicht zuletzt unter den Chirurgen kontrovers diskutiert.
Beim geschlossenen Zugang wird der Schnitt nur an der Nasenschleimhaut in der Nase durchgeführt. Der Vorteil daran ist, dass keine Schnitte und damit Narben an der äußeren Nase verbleiben.
Beim offenen Zugang werden die gleichen Schnitte an der Nasenschleimhaut wie beim geschlossenen Zugang durchgeführt und zusätzlich mit einem stufen- oder V-förmigen Schnitt über den Nasensteg verbunden. Dies hinterlässt am Nasensteg eine in ca. 90 % der Fälle fein und unauffällig abheilende Narbe, welches von den Kritikern der Methode als überflüssig bewertet wird. Die Vorteile der Methode erklären sich dadurch, dass sich nach offenem Zugang der Hautmantel der Nase analog einer Motorhaube hochklappen lässt, und der Operateur nun direkten Einblick auf die zu bearbeitenden Strukturen hat. Die Verfechter dieser Methode betonen, dass sie eine maximale Präzision der Operation, die ein optimales und langlebiges Ergebnis sicherstelle, nur so erreichen könnten.
Als Konsens gilt allerdings, dass sowohl mit dem endonasalen (geschlossenen) als auch über den offenen Zugang gleichermaßen gute Ergebnisse erzielt werden können. Ein Vorteil oder Nachteil der einen oder anderen Methode hinsichtlich des zu erwartenden Ergebnisses oder des Risikos von Nachoperationen oder Komplikationen konnte bisher wissenschaftlich nicht aufgezeigt werden.
Bei geringfügigen Deformationen ist auch eine Nasenkorrektur mit Fillern wie Hyaluronsäure oder Calcium-Hydroxylapatit möglich, beispielsweise zum Ausgleich von Konturunregelmäßigkeiten. Typische operationsbedingte Risiken entfallen bei dieser Methode, allerdings können u. a. Hautrötungen, Entzündungen, Schwellungen und Blutergüsse auftreten. Gefürchtet ist die mögliche Erblindung eines Auges, die durch den Infarkt von Netzhautgefäßen verursacht werden kann. Die Effekte halten im Schnitt ca. zwölf Monate an.

### Nasenrücken
In den westlichen Ländern wird am Nasenrücken meist eine Erniedrigung, also eine Verminderung der Höhe der Nase von der Gesichtsoberfläche aus, gewünscht, beispielsweise die Abtragung eines Höckers, also einer vermehrten Erhabenheit des mittleren Nasenrückens im Vergleich zum oberen und unteren Nasenrücken. In asiatischen Ländern wird hingegen häufig eine Erhöhung des Nasenrückens gewünscht. Wenn der Nasenrücken erniedrigt werden soll, muss meist sowohl der untere Nasenrücken aus Knorpel als auch der obere Nasenrücken aus Knochen abgetragen werden. Wird dies in einem gewissen Ausmaß durchgeführt, empfiehlt es sich, die knöchernen Seitenwände der Nase im Anschluss weiter nach innen zu bringen, um die sogenannte Nasenpyramide nach Abtragung ihrer Spitze oben wieder zu schließen. Hierfür wird entlang der Nasenbasis der Knochen mit einem feinen Meißel durchtrennt, entweder über einen Zugang in der Nasenschleimhaut, von der Mundhöhle aus oder auch über winzige Schnitte an der Haut der Nase.

### Nasenspitze
An der Nasenspitze lassen sich vielfältige Dimensionen verändern. Am häufigsten sind dabei die Breite der Nasenspitze, die Höhe der Nasenspitze (im Verhältnis zum Nasenrücken), die sogenannte Rotation der Nasenspitze, also eine mehr steil nach unten hängende Nasenspitze, oder eine von der Lippe aus nach oben zeigende, stupsige Nasenspitze. Auch die Ansätze der Nasenflügel und die Krümmung der Nasenflügelränder können verändert werden. Meist ist hierfür eine Formung der sogenannten Flügelknorpel notwendig, die das Gerüst der Nasenspitze bilden. Wie bei allen Eingriffen, die die Nasenform verändern sollen, ist es wichtig, die Gerüststrukturen nicht so stark zu schwächen, dass die Nasenatmungsfunktion negativ beeinflusst wird.
Zur Rekonstruktion der Nase, beispielsweise nach Tumorentfernungen, aber auch bei Korrekturoperationen nach unbefriedigenden Voroperationen ist häufig zusätzliches Gerüstmaterial notwendig. Hierfür wird vorzugsweise körpereigener Knorpel (autologe Transplantate) verwendet, der entweder von der Nasenscheidewand, dem Ohr oder auch aus der Rippe entnommen werden kann. Nur in Ausnahmefällen wird das Verwenden von Fremdmaterialien wie speziell strukturiertes Polytetrafluorethen oder Silikon empfohlen, da Fremdkörper in der Nase eine relativ hohe Komplikationshäufigkeit aufweisen.
Je nach Ausmaß des Eingriffes und den damit verbundenen Risiken, wie zum Beispiel Nachblutung, kann der Eingriff stationär (3 bis 4 Tage) oder ambulant durchgeführt werden. Die Operation wird, außer in Ausnahmefällen, in Vollnarkose durchgeführt.
Die meisten Operateure benutzen Nasenschienen oder Gipse nach der Operation, vor allem wenn der Knochen verändert wurde. Diese werden für 1–2 Wochen getragen. Gesellschafts- und arbeitsfähig ist man nach ca. zwei Wochen.

### Nasenscheidewandverkrümmung
Der Eingriff findet durch die Nasenöffnungen statt. Dabei versucht man, die falsch stehenden Knorpel oder Knochen der Nasenscheidewand zu entfernen oder richtig zu platzieren, indem man unter der Nasenschleimhaut arbeitet. Die Operation wird in den meisten Fällen unter Vollnarkose durchgeführt, jedoch kann es auch unter örtlicher Betäubung passieren. Es existieren unterschiedliche Ausprägungen der Nasenscheidewandverbiegungen. Nach dem Eingriff wird Tamponage in die Nasengänge gelegt, um die Blutung zu stoppen und die begradigte Nasenscheidewand in der Mitte der Nase zu halten und zu schienen. Die Tamponade wird einige Tage nach der Operation vom Arzt entfernt.

## Risiken
Nach einer Langzeitstudie des Plastischen Chirurgen Wolfgang Mühlbauer aus dem Jahr 2001 verändern sich nach der Korrektur 40 Prozent der Nasen in unerwünschter Weise. Die besten Erfolge werden nach dieser Studie in jungem Alter erzielt, bis etwa 30 Jahre.
Normale Folgen des Eingriffs sind leichte Blutungen und Blutergüsse sowie vorübergehende Gefühlsstörungen im OP-Bereich. Relativ häufig ist leichtes Nasenbluten. Selten treten Infektionen auf. Wuchernde Narben im Naseninneren können zu einem Narbenhöcker führen; die Häufigkeit liegt bei etwa fünf Prozent.
Hinsichtlich der allgemeinen Risiken operativer Eingriffe siehe Operation (Medizin).